# Переписи населения в Польше
Переписи населения в Польше — полные статистические исследования с целью получения информации о численности и структуре населения, проводившиеся в разное время на территориях, входивших в состав Польского государства. В их число традиционно включают как переписи, проводившиеся непосредственно польскими властями (в Речи Посполитой и после получения Польшей независимости в XX веке), так и региональные и общенациональные переписи, проведенные на польских землях властями государств, участвовавших в разделах Польши (Пруссией, Австро-Венгрией и Российской империей).
Переписи предоставляют важную статистическую информацию о демографии Польши и являются ценным историческим материалом.
В настоящее время организацией общенациональных переписей населения занимается Главное статистическое управление, подчиненное Председателю Совета Министров. Наряду с общими переписями, которые организуют примерно раз в 10 лет, проводятся отдельные переписи сельского населения страны.

## История переписей населения на польских землях

### Речь Посполитая
- 1765 — Перепись еврейского населения Польши 1765 года — отдельная перепись по религиозному признаку, охватившая 620 тысяч евреев в Речи Посполитой[3].
- 1789 — Люстрация дымов и представления населения — первая всеобщая перепись, проведенная согласно постановлению Четырёхлетнего сейма от 22 июня 1789 г. Не включала представителей духовенства и шляхты[4].

### В период разделов
- 1808 — Перепись населения Варшавского герцогства 1808 года
- 1810 — Перепись населения Варшавского герцогства 1810 года
- 1827 — Перепись населения и домов в Царстве Польском 1827 года
- 1840 — Перепись населения Великого княжества Познанского 1840 года
- 1857 — Перепись населения Галиции 1857 года
- 1869 — Перепись населения Галиции 1869 года
- 1880 — Перепись населения Галиции  1880 года
- 1890 — Перепись населения Галиции  1890 года
- 1890 — Перепись населения Германской империи 1895 года
- 1897 — Перепись населения Российской империи 1897 года
- 1900 — Перепись населения Галиции  1900 года
- 1910 — Перепись населения Галиции  1910 года
- 1916 — Перепись населения Литвы 1916 года

### Вторая Республика
- 1918 — Перепись населения Литвы 1918 года
- 1919 — Перепись населения Верхней Силезии 1919 года
- 1919 — Перепись населения восточных земель 1919 года
- 1921 — Перепись населения Польши 1921 года (не включает территории Срединной Литвы и части Верхней Силезии, в то время находившихся за пределами Польши)
- 1931 — Перепись населения Польши 1931 года

### Польская Народная Республика
- 1946 — Перепись населения Польши 1946 года
- 1950 — Перепись населения Польши 1950 года
- 1960 — Перепись населения Польши 1960 года
- 1970 — Перепись населения Польши 1970 года
- 1978 — Перепись населения Польши 1978 года
- 1988 — Перепись населения Польши 1988 года

### Республика Польша
- 2002 — Перепись населения Польши 2002 года
- 2011 — Перепись населения Польши 2011 года
- 2021 — Перепись населения Польши 2021 года